# ディオス北千里
ディオス北千里（ディオスきたせんり）は、大阪府吹田市にある複合商業施設群である。dios北千里とも表記される。

## 概要
北千里駅前に立地している。建物はロータリーを取り囲むように配置されており、1番館・2番館・3番館・5番館・7番館・8番館・第1駐車場・第2駐車場に分かれている。4番館と6番館は存在しない。総合スーパー（GMS）のイオン北千里店を核店舗とし、飲食店など複数のテナントで構成される。開業日は1994年（平成6年）3月18日。
ディオス北千里を含む約35000m2の土地は再開発の対象となっている。当初は地下1階・地上5階建ての商業施設と地上36階建ての住宅棟を建設する計画であったが、商業施設は地下1階・地上4階建て、住宅棟は地上28階建てに下方修正された。
この再開発事業は、2025年（令和7年）の都市計画決定を目標としている。2028年（令和10年）より工事を始め、既存施設の解体と新施設の整備を経て、2037年（令和19年）に全ての計画が終了する予定。

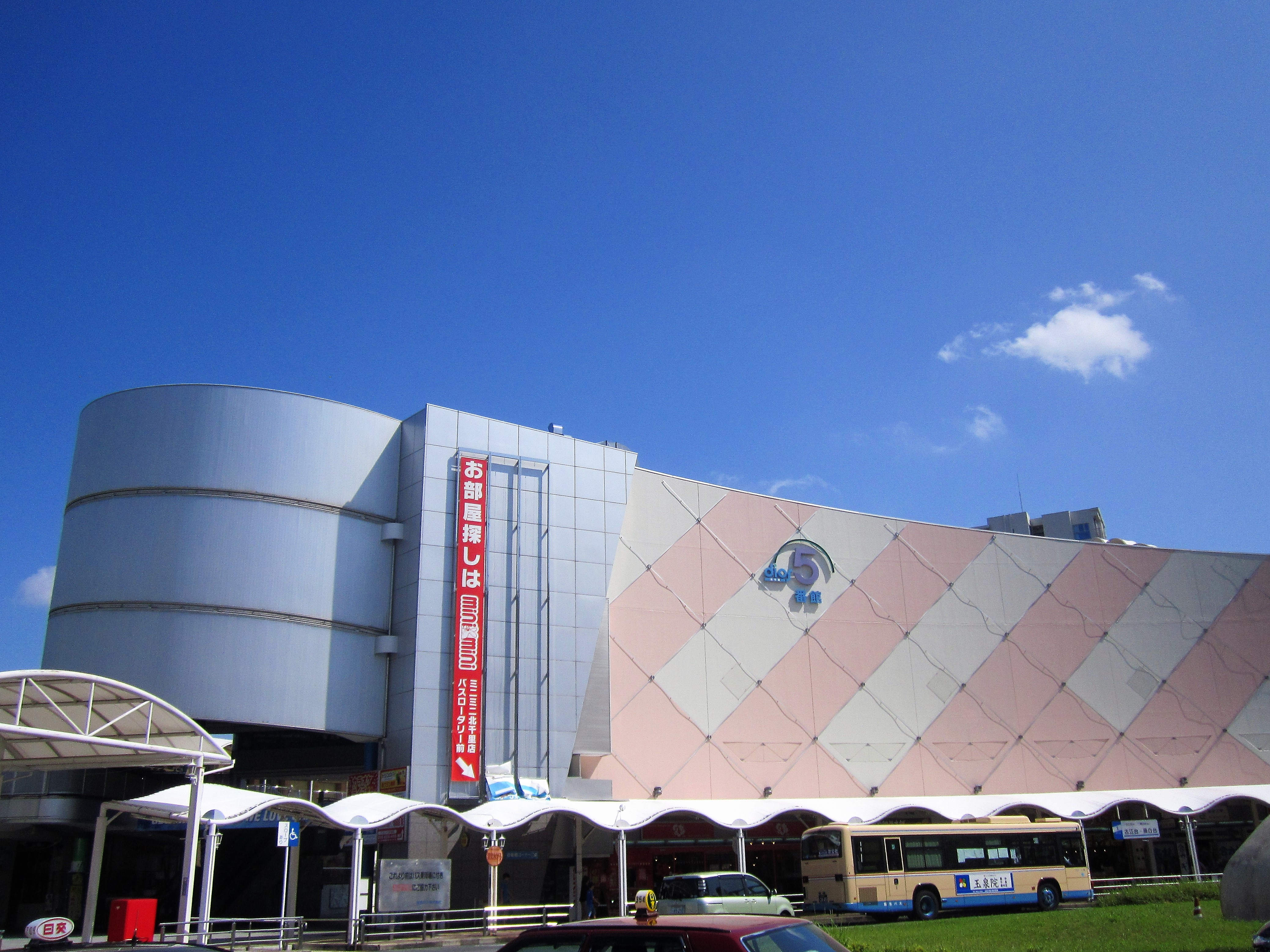
5番館
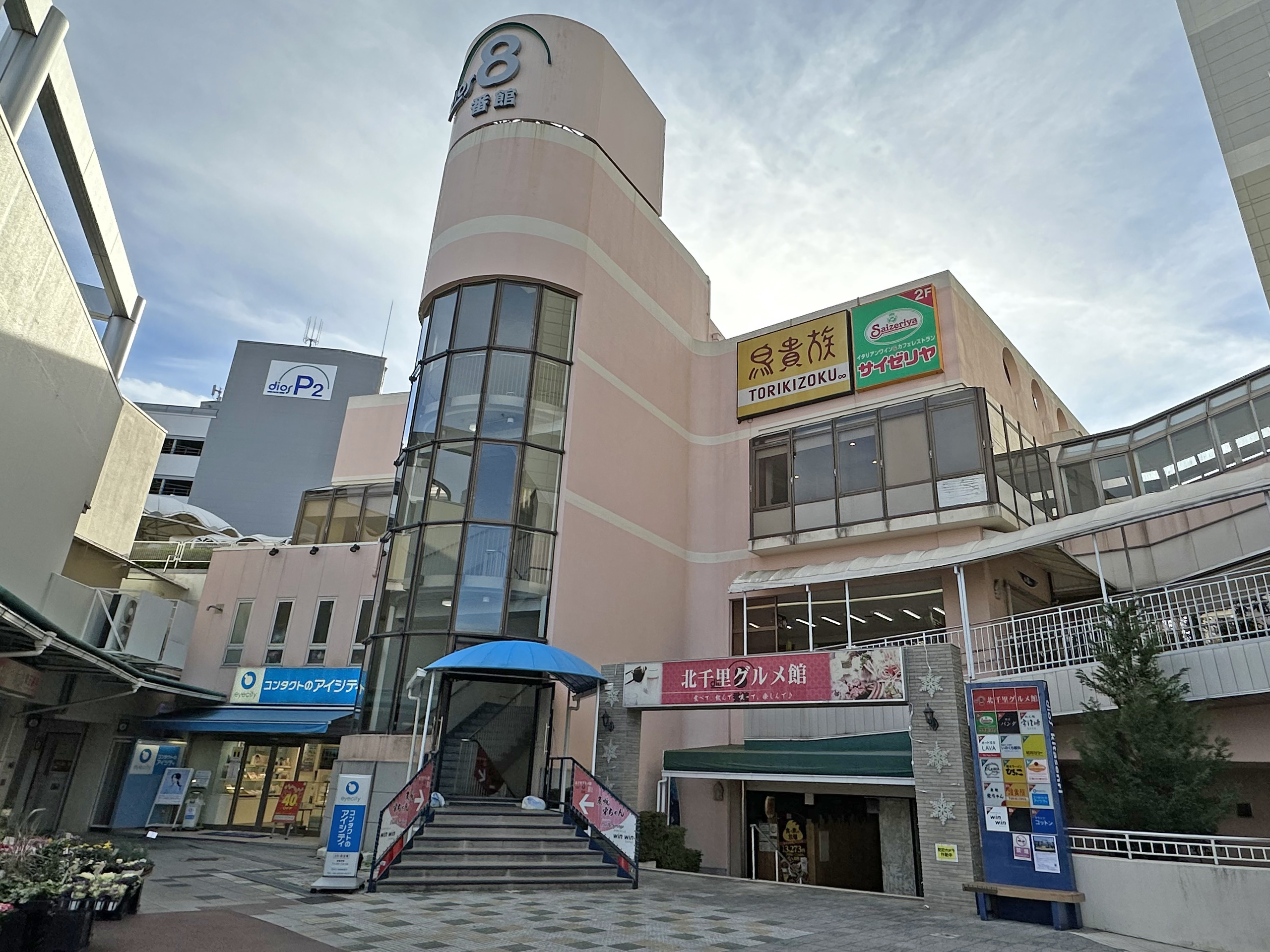
8番館

## 主なテナント
1番館にはデイリーヤマザキやオリジン弁当のほか、学習塾やミーティングルーム、オフィスなどが入居する。郵便局や交番といった公共サービスも入居している。
2番館・3番館・5番館には飲食店や学習塾、クリニックが入居している。5番館にはドラッグストアのドラッグミックも入居する。
8番館はサイゼリヤなど、主に飲食店で構成されている。
詳細はフロアガイドを参照。

## イオン北千里店
7番館に入居する総合スーパー（GMS）主体の施設。1994年（平成6年）9月22日にファッションビル業態の北千里ビブレとして開業した。ビブレ時代の塔屋は白色だった。ビブレはファッションビルでありながら、地下1階に食料品売場を構えていた。2003年（平成15年）2月27日に総合スーパー業態の北千里サティに業態転換し、2011年（平成23年）3月の店舗ブランド統一に伴い再度イオンに改称した。

### 主なテナント
- 未来屋書店（4階）
- ダイソー（6階）
- コナミスポーツクラブ（7階）

### フロア構成

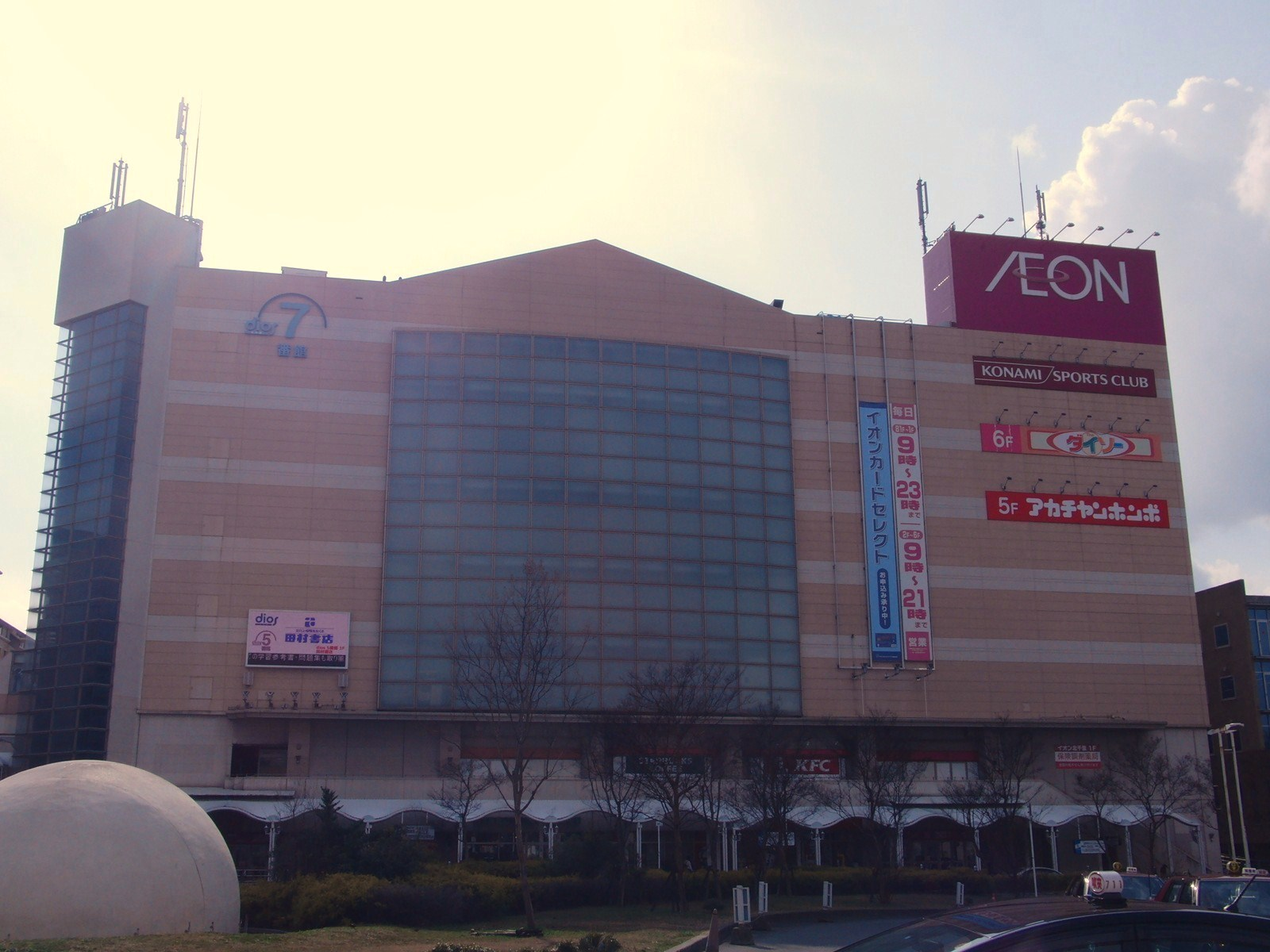
外壁変更前の外観
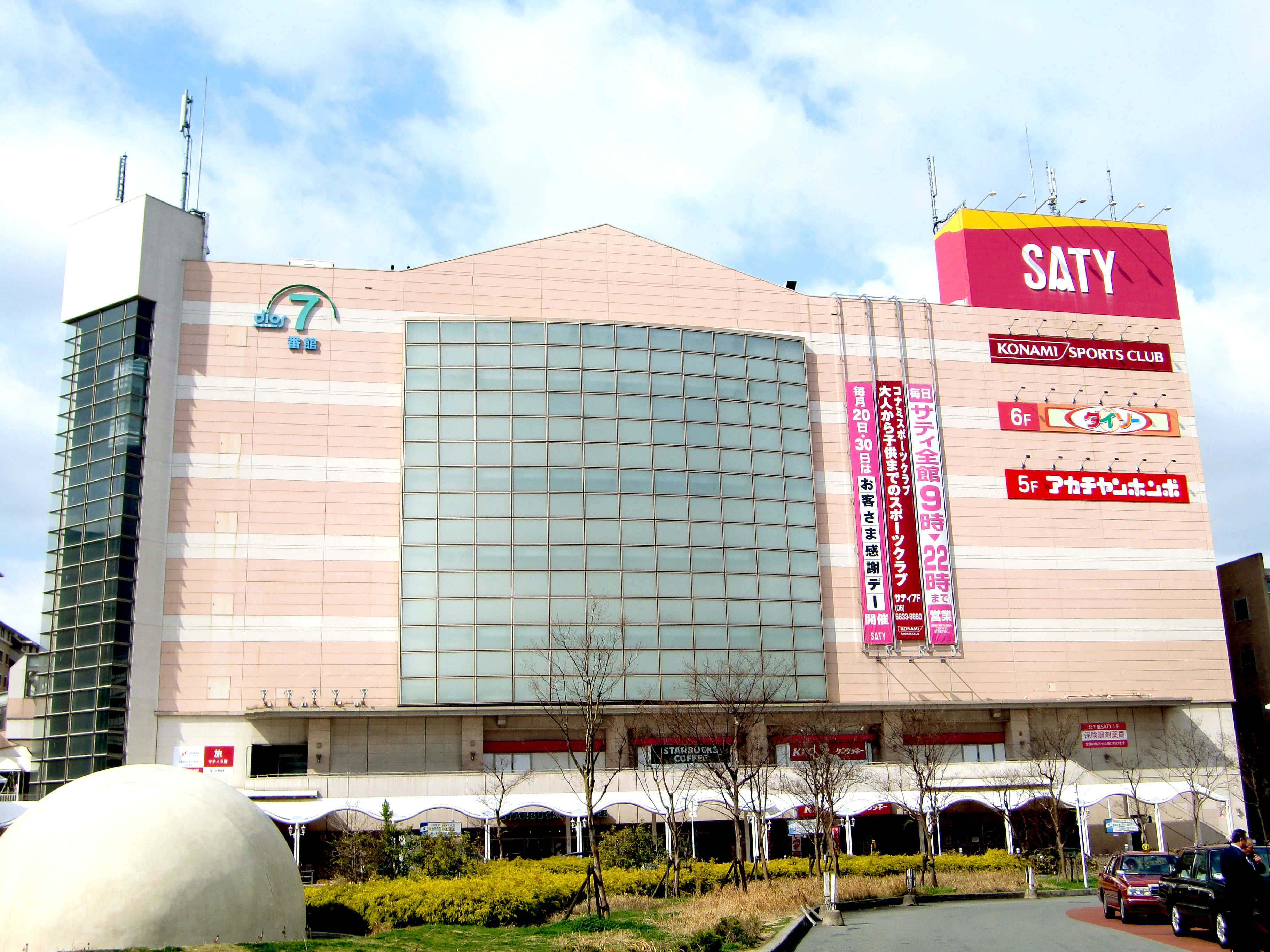
サティ時代の外観

| 階      | フロア構成                     |
| ------- | ------------------------------ |
| 屋上    | 機械室                         |
| 7階     | コナミスポーツクラブ           |
| 6階     | 専門店（ダイソーなど）         |
| 5階     | 専門店（モデルルームなど）     |
| 4階     | 文具・インテリア・書籍         |
| 3階     | 紳士服・子供衣料               |
| 2階     | 婦人服・履物 8番館への連絡通路 |
| 1階     | 化粧品・日用品・カフェ         |
| 地下1階 | 総合食料品                     |

- 外壁変更前の外観
- サティ時代の外観